# Cansu Ecem Coşkun
Cansu Ecem Coşkun (31 de agosto de 1994) es una deportista turca que compitió en tiro con arco, en la modalidad de arco compuesto. Ganó una medalla de bronce en los Campeonato Europeo de Tiro con Arco al Aire Libre de 2014, en la prueba por equipo.

## Palmarés internacional
| Campeonato Europeo al Aire Libre | Campeonato Europeo al Aire Libre | Campeonato Europeo al Aire Libre | Campeonato Europeo al Aire Libre |
| Año                              | Lugar                            | Medalla                          | Prueba                           |
| -------------------------------- | -------------------------------- | -------------------------------- | -------------------------------- |
| 2014                             | Echmiadzin (Armenia)             | Medalla de bronce                | Equipo                           |